# Meerträubel
Das Meerträubel (Ephedra [ˈeːfɛdra], von gr. ἐφέδρα ephédra »draufsitzend, aufsitzend«, wohl nach dem Standort auf Felsen) ist die einzige Gattung der damit monogenerischen Pflanzenfamilie der Meerträubelgewächse (Ephedraceae) innerhalb der Ordnung Gnetales. Diese Gattung besitzt ein disjunktes Areal mit jeweils einem Teil der 35 bis 70 Arten in der Alten Welt und der Neuen Welt. Sie wird auch Roßschwanz, -schweif oder Pferdeschwanz sowie Meertritt genannt.

## Beschreibung

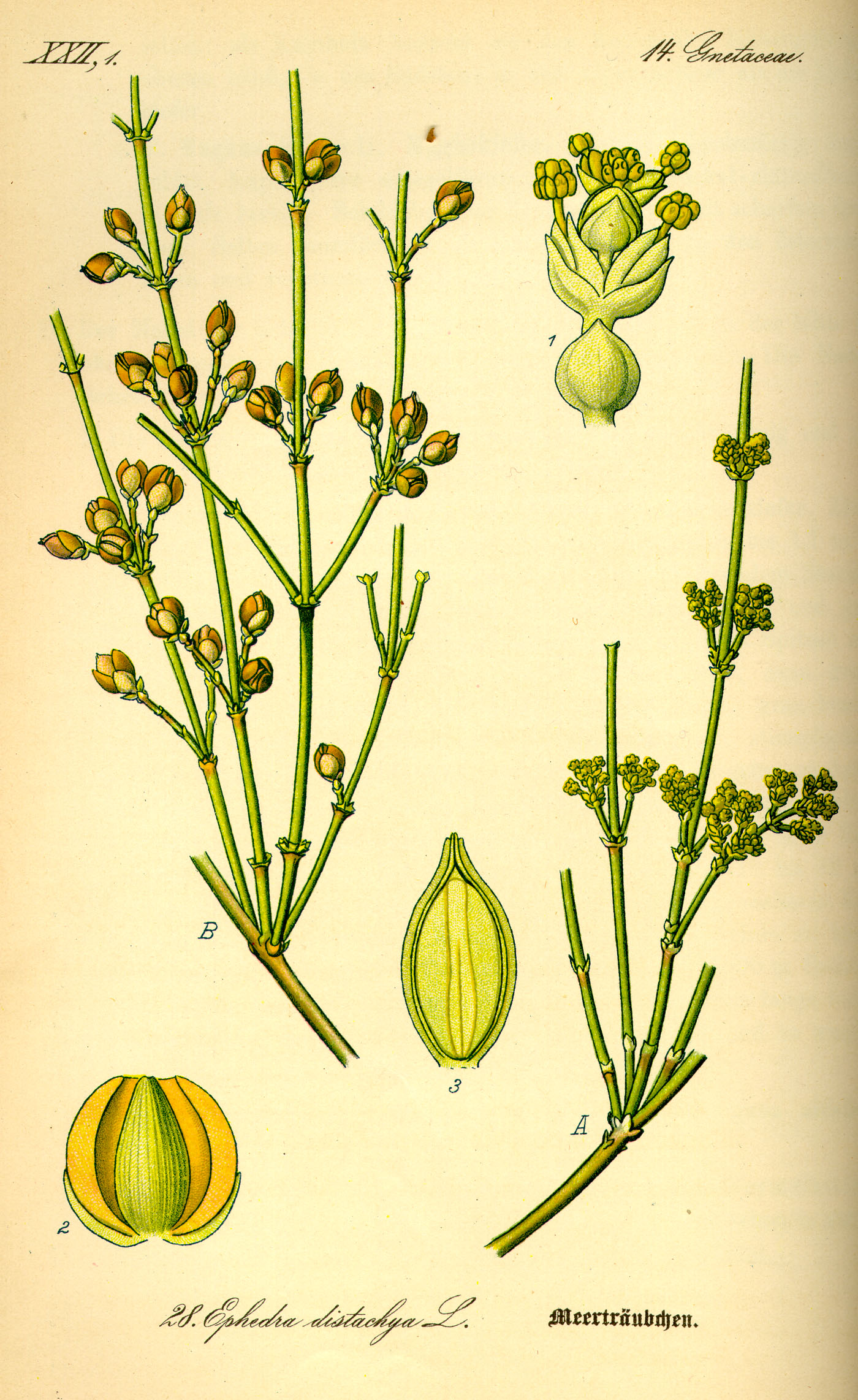
Illustration des Gewöhnlichen Meerträubels (Ephedra distachya)

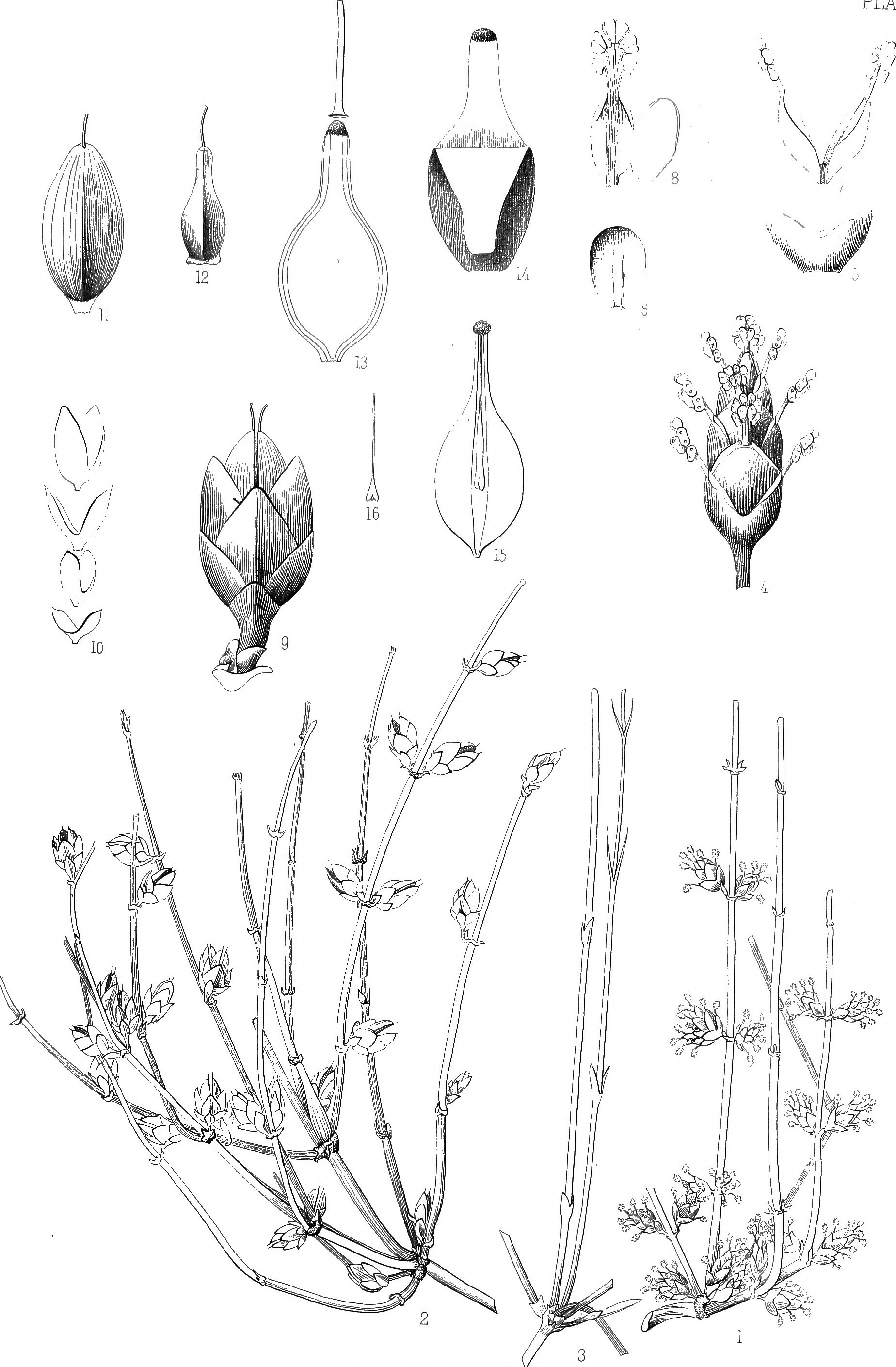
Illustration aus Botany, 1871 von Ephedra antisyphilitica

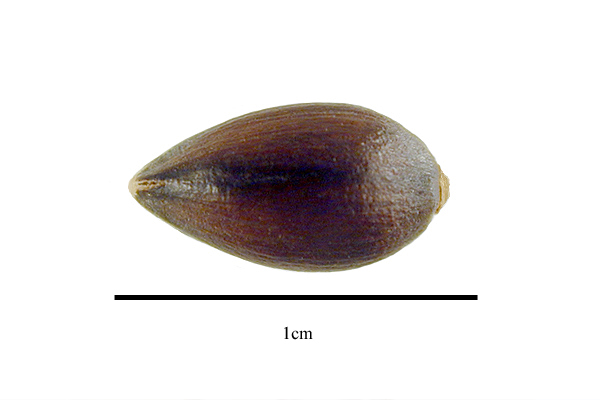
Samen von Ephedra foliata

### Vegetative Merkmale
Meerträubel-Arten sind verholzende Pflanzen: meist Rutensträucher, manchmal Kletterpflanzen. Die gegenständig oder zu dritt quirlig angeordneten Blätter sind schuppenartig reduziert. Die Photosynthese übernehmen die verzweigten, grünlichen Zweige.

### Generative Merkmale
Die Blüten sind immer eingeschlechtig. Meist sind die Arten zweihäusig (diözisch), selten die Blüten einhäusig (monözisch) getrenntgeschlechtig. Die männlichen Zapfen stehen einzeln oder zu zweit bis dritt an den Knoten (Nodien). In den männlichen Zapfen stehen die häutigen Hochblätter in zwei bis acht Wirteln paarweise oder zu dritt zusammen. Die weiblichen Zapfen stehen sich gegenständig gegenüber oder zu dritt bis viert in Wirteln in den Knoten. In den weiblichen Zapfen stehen die sich überlappenden Hochblätter in zwei bis zehn Wirteln paarweise oder zu dritt zusammen. Die Hochblätter werden bei Samenreife meist fleischig und rot (selten bleiben sie häutig und werden bräunlich). Die weiblichen Blüten besitzen ein Paar verwachsener, ledriger Schuppen. Die Meerträubel werden zu den Nacktsamern gerechnet; ihre Samenanlagen sind also nicht von Fruchtblättern geschützt. Je Zapfen werden ein bis drei gelbe bis dunkelbraune Samen gebildet.

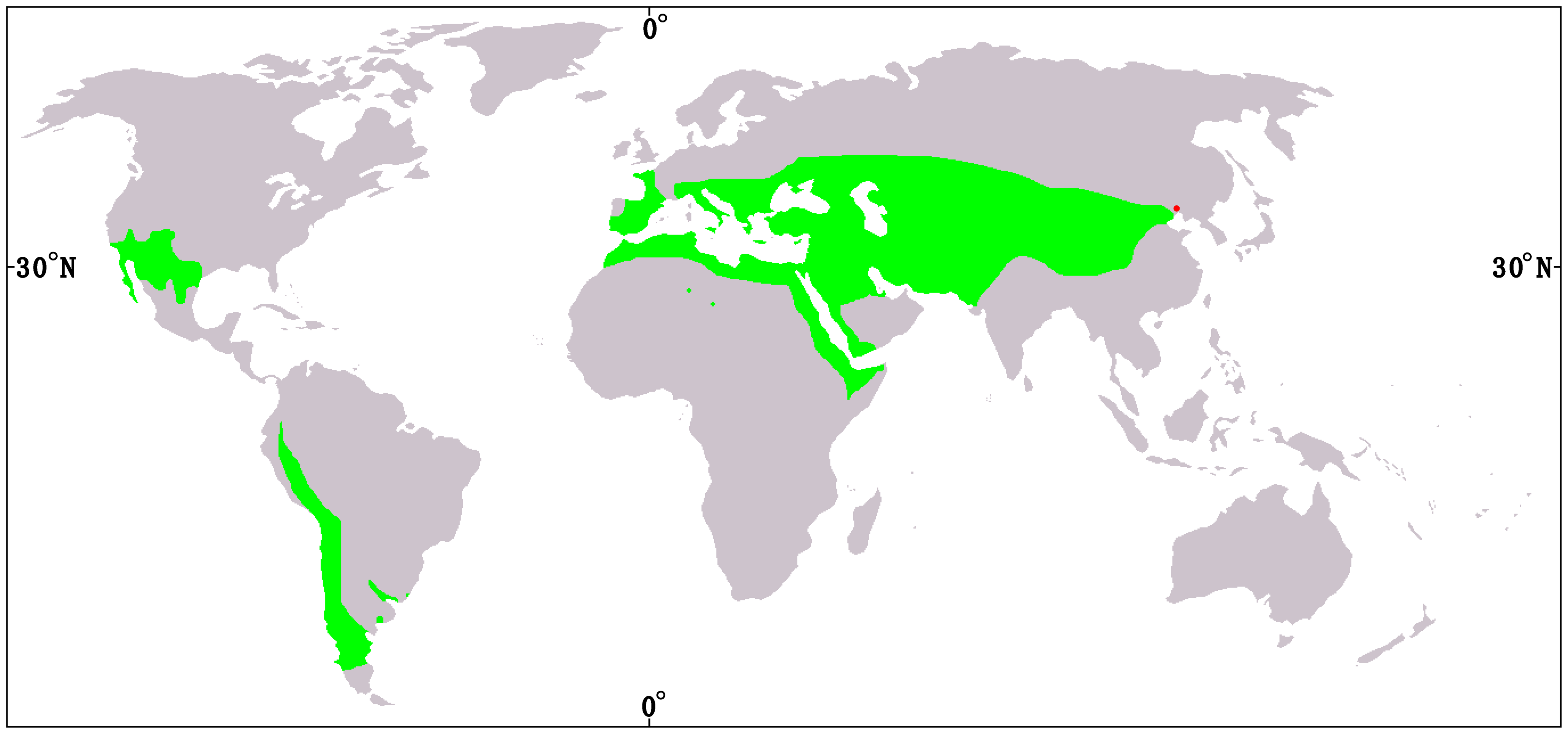
Verbreitung der Gattung Meerträubel (Ephedra). Zusätzlich kommt Meerträubel auch in der Sahelzone Afrikas (z. B. Ephedra altissima) und im südlichen Brasilien (z. B. Ephedra tweedieana) vor.

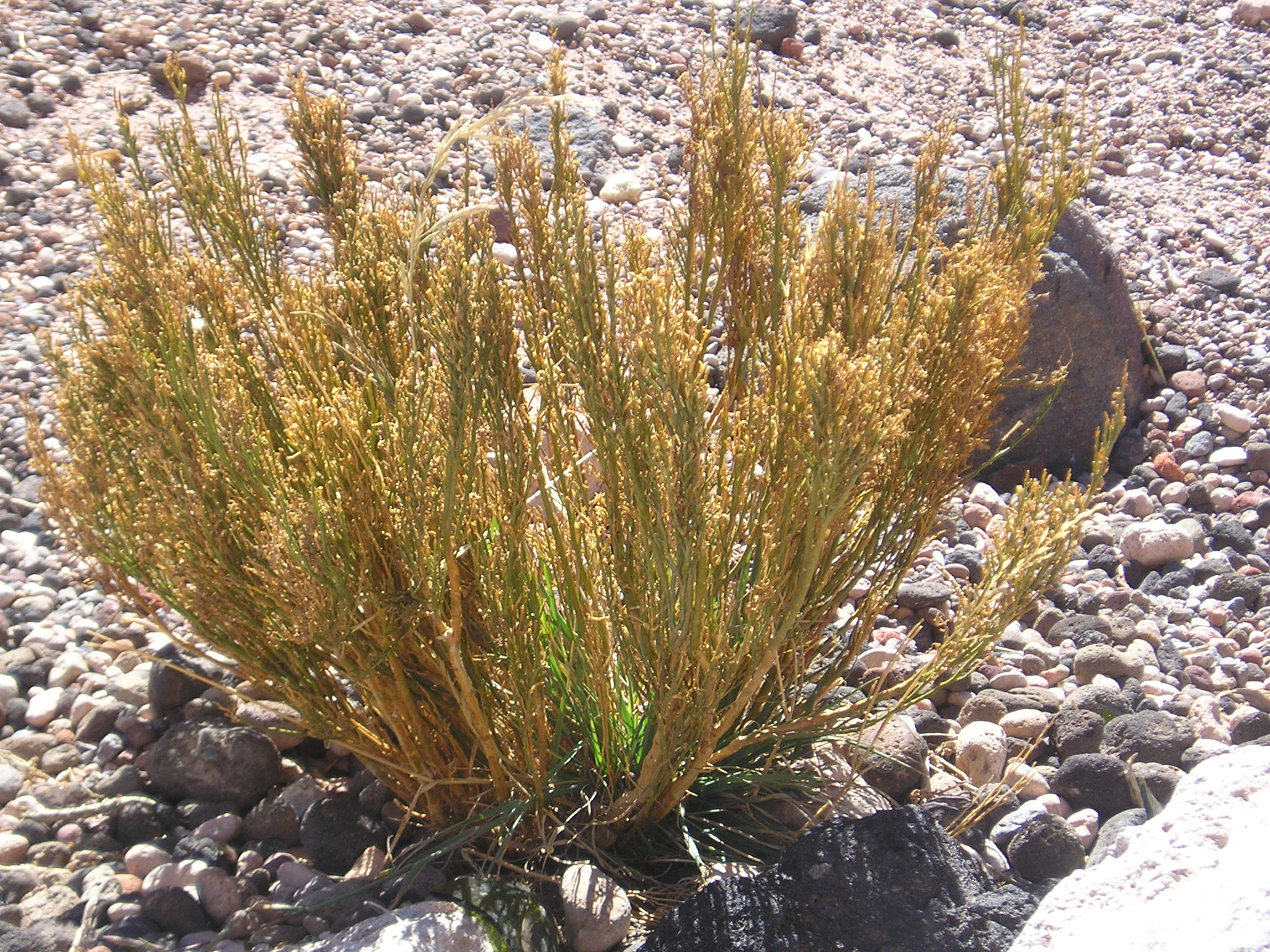
Anden-Meerträubel (Ephedra americana) am Standort in Chile

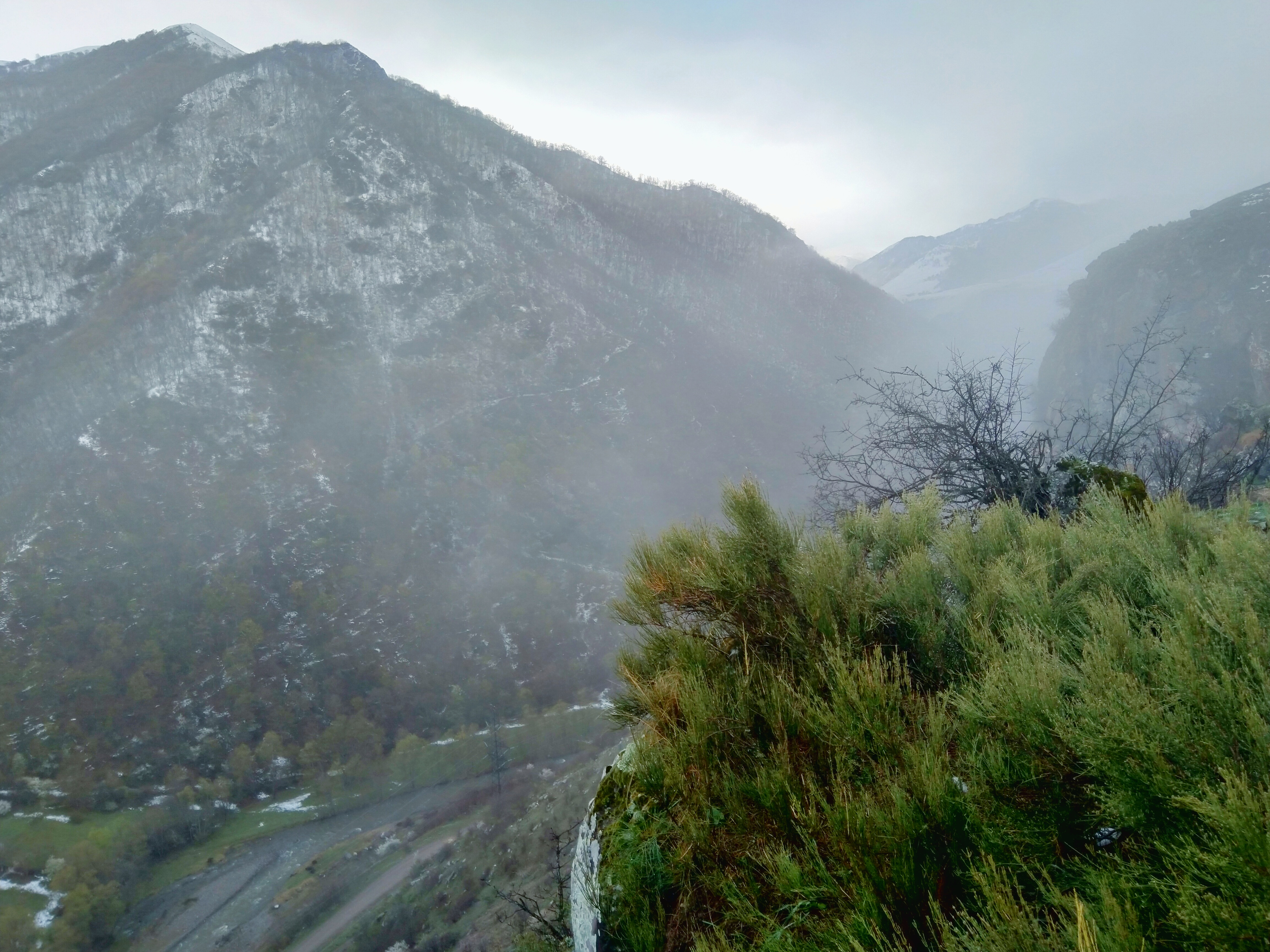
Nebroden-Meerträubel (Ephedra major) in Karwatschar

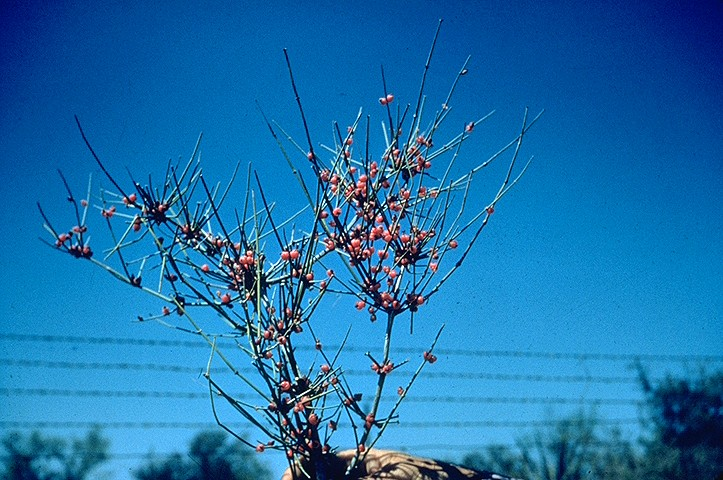
Zweig mit weiblichen Zapfen von Ephedra antisyphilitica

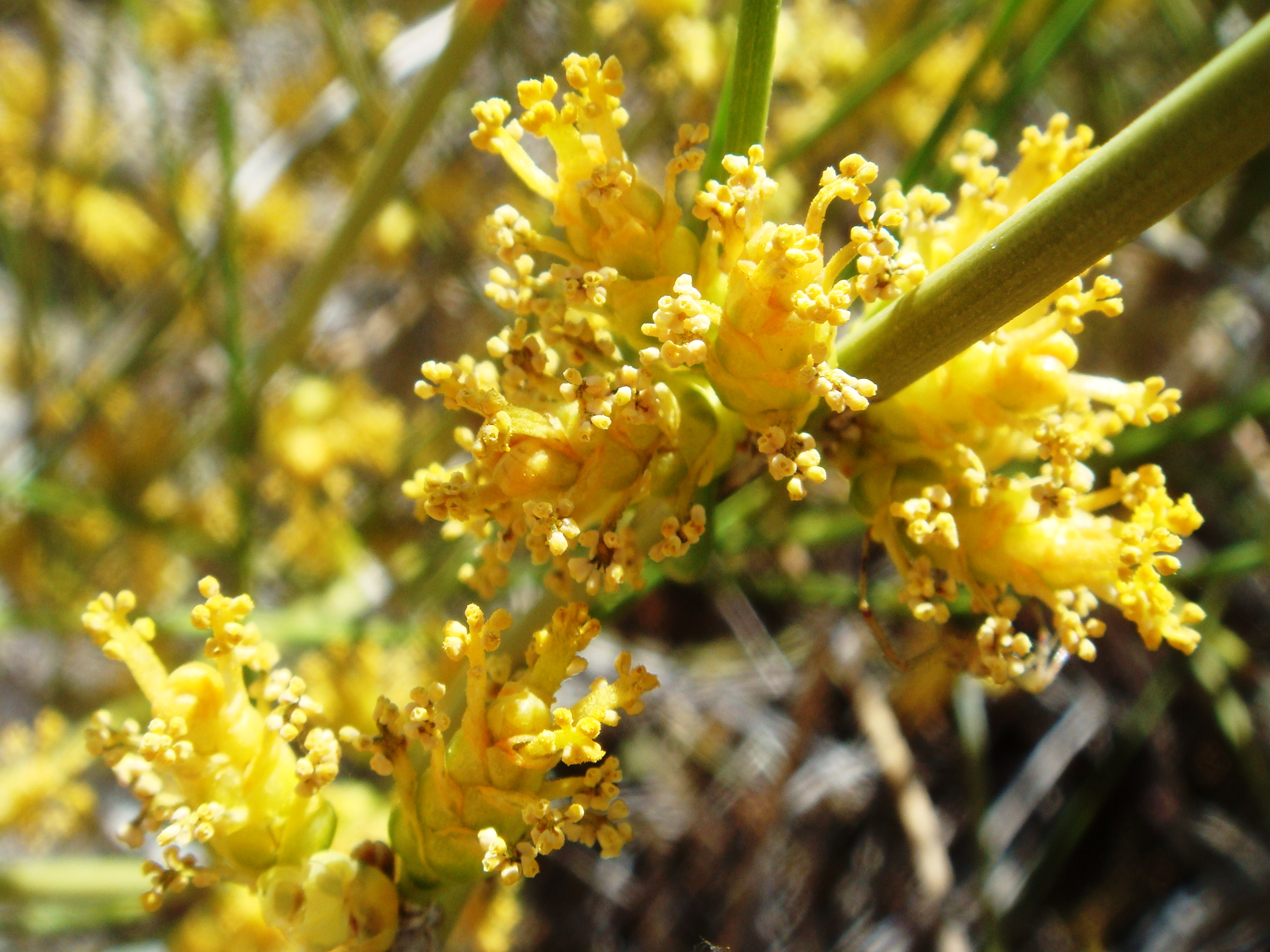
Männliche Zapfen von Ephedra aspera

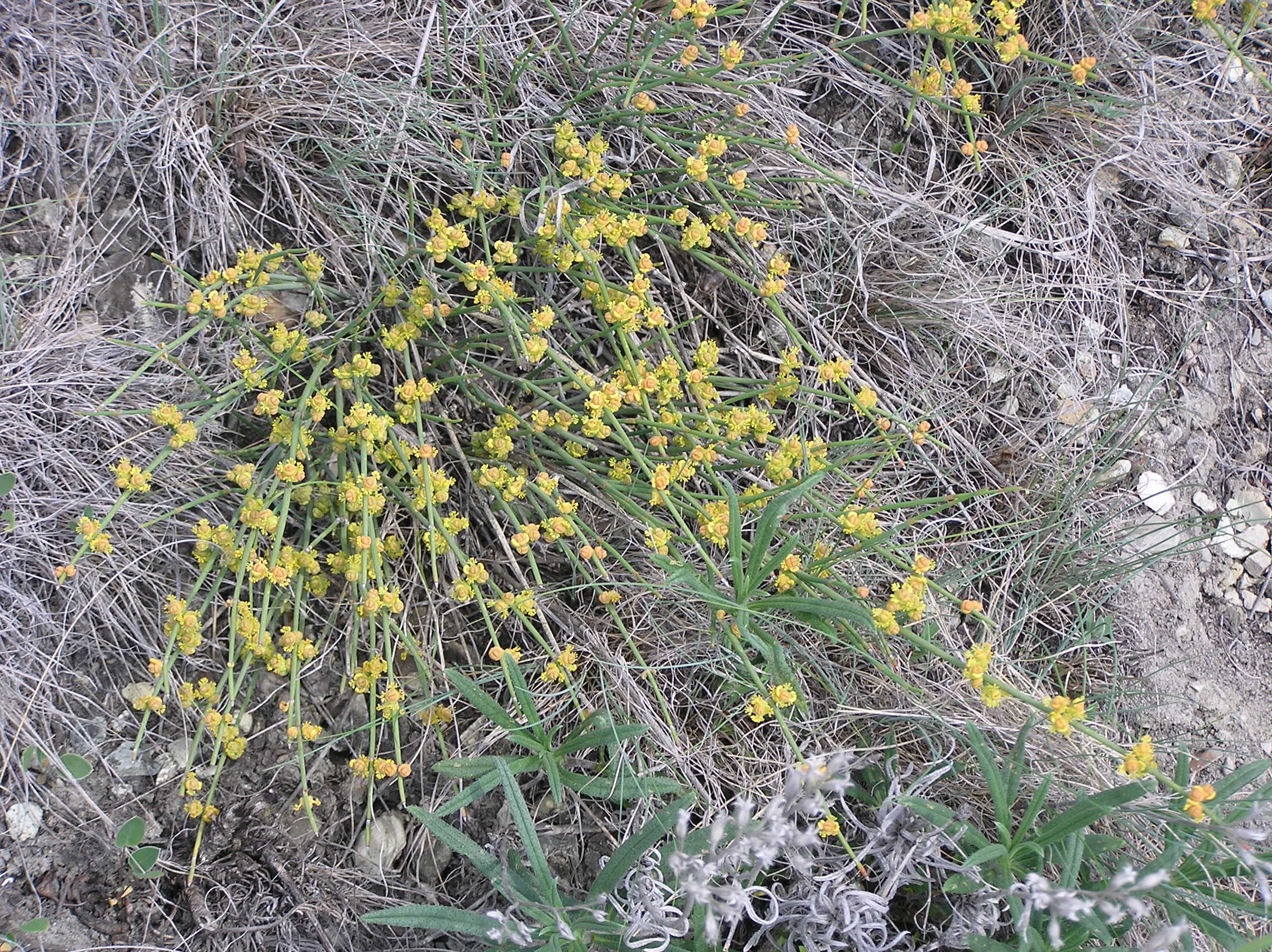
Gewöhnliches Meerträubel (Ephedra distachya), männliche Pflanze blühend am Standort in Russland

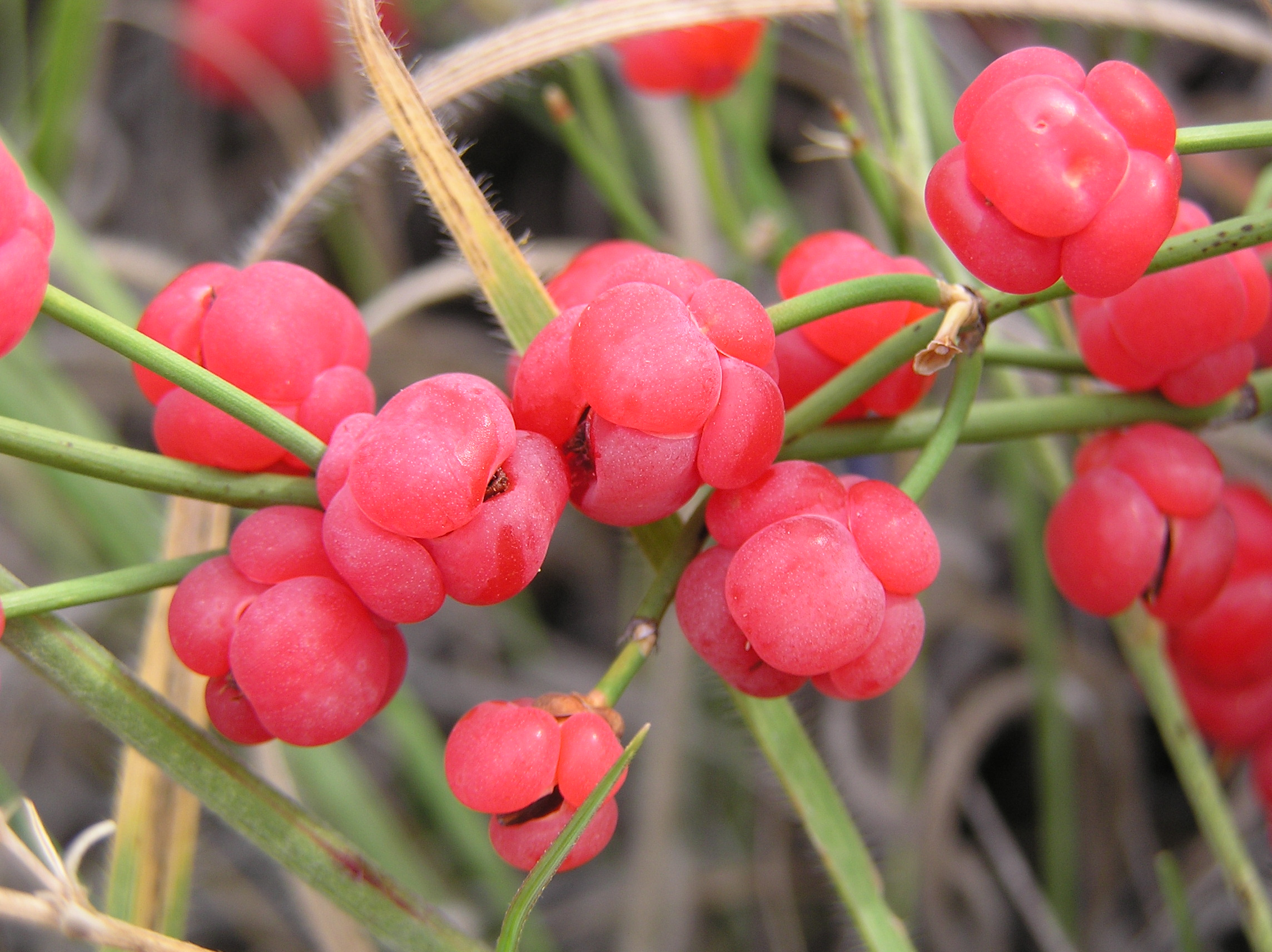
Reife fleischige weibliche Zapfen vom Gewöhnlichen Meerträubel (Ephedra distachya)

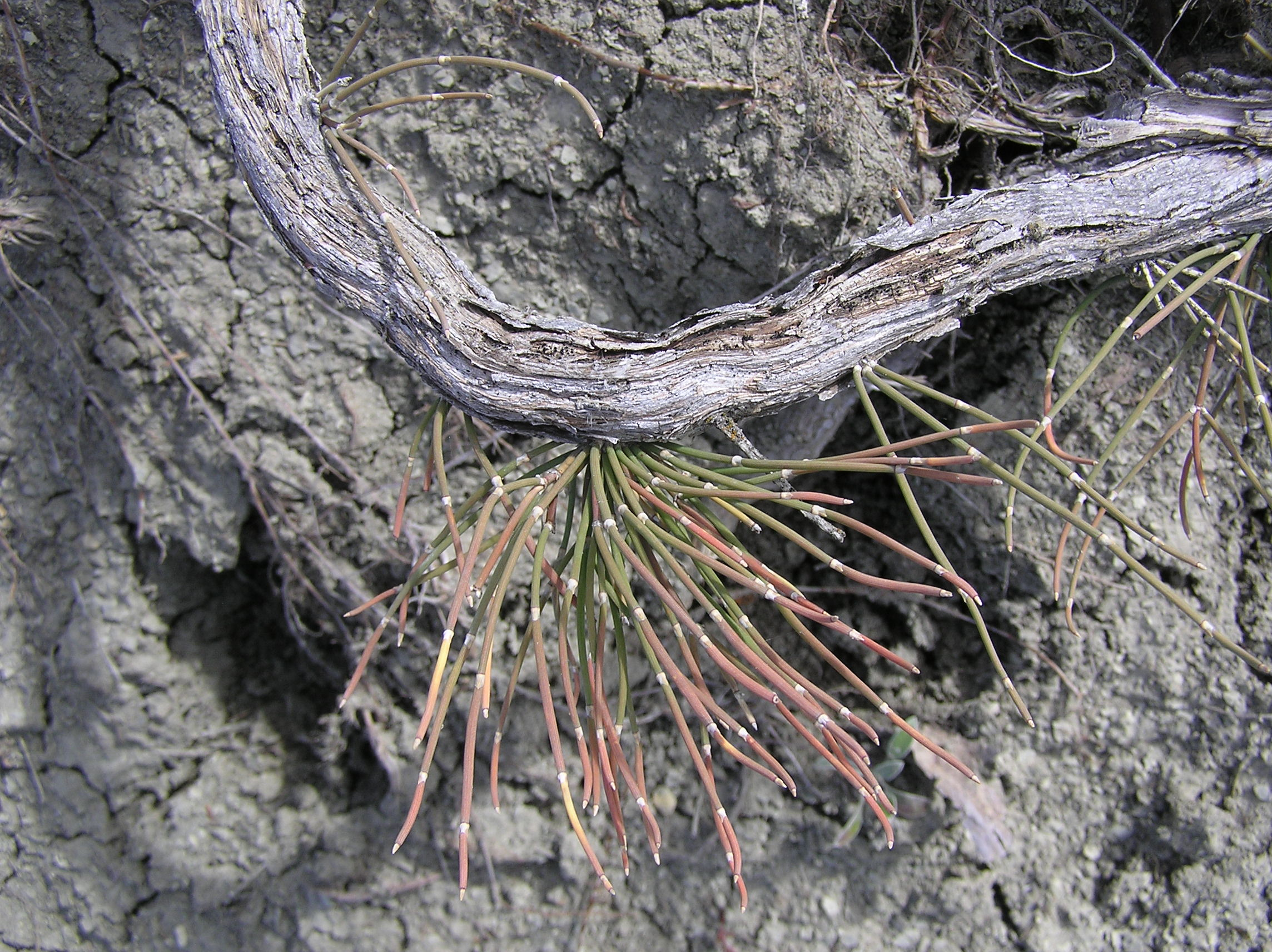
Rhizom des Gewöhnlichen Meerträubels (Ephedra distachya)

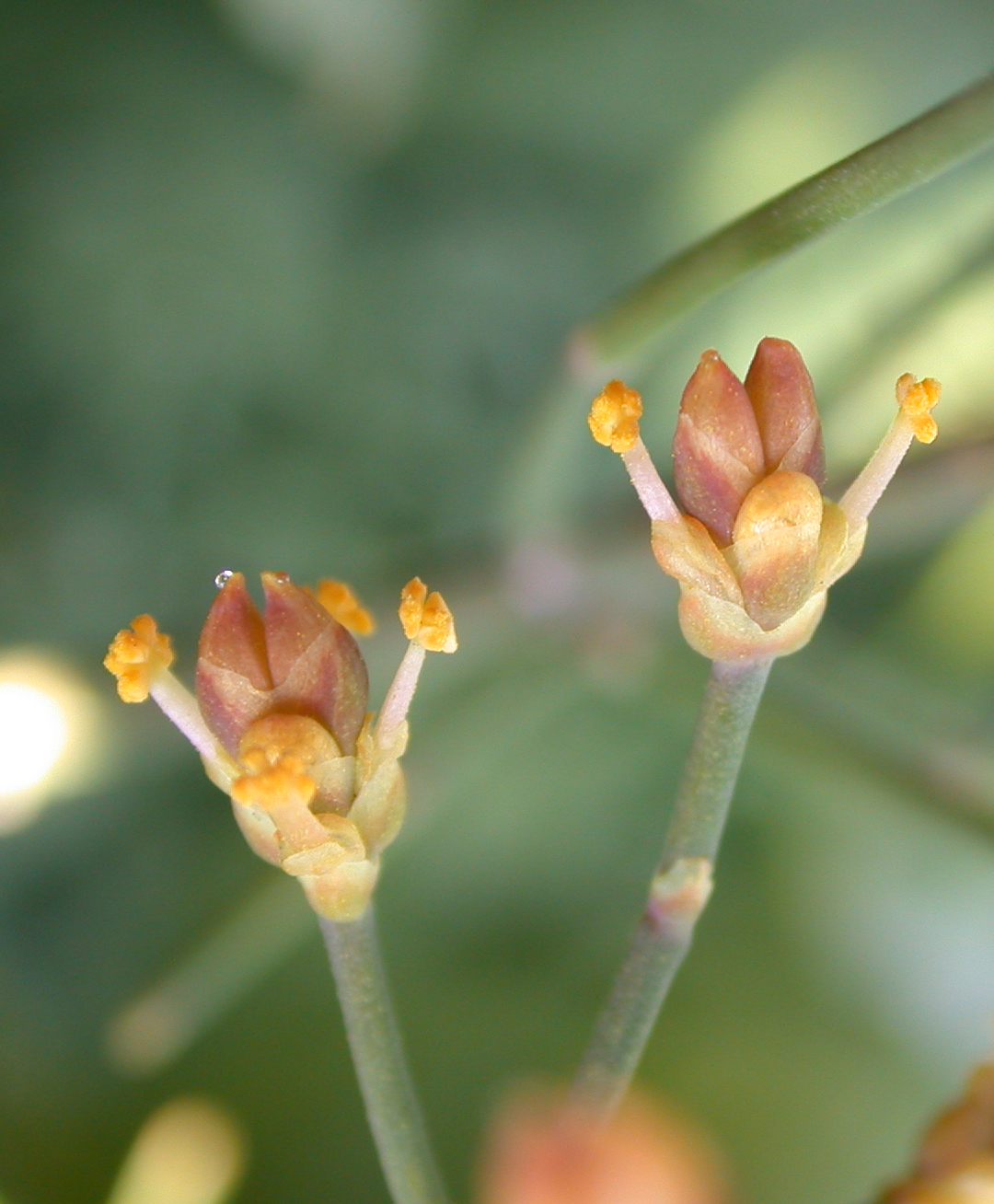
Männliche Zapfen von Ephedra foeminea

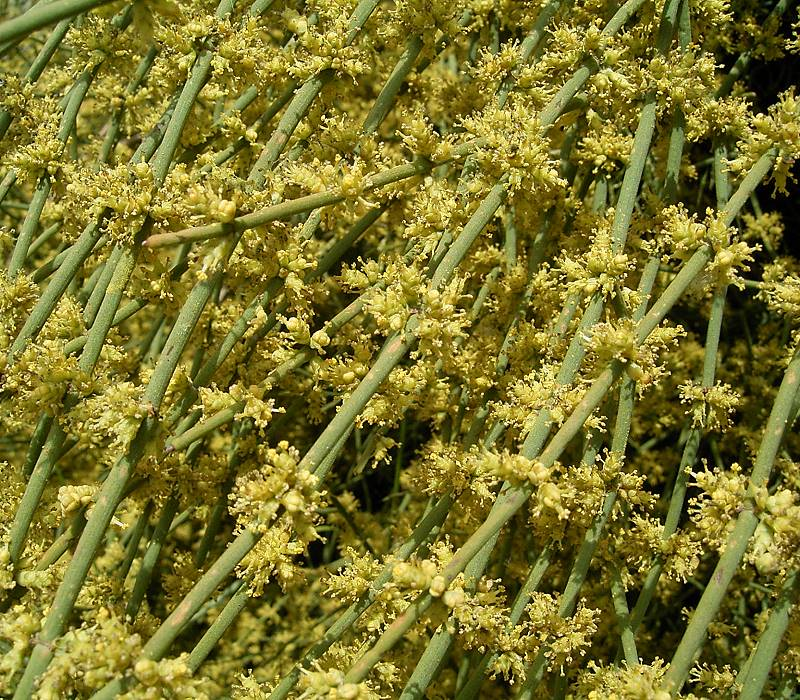
Männliche Zapfen von Ephedra fragilis

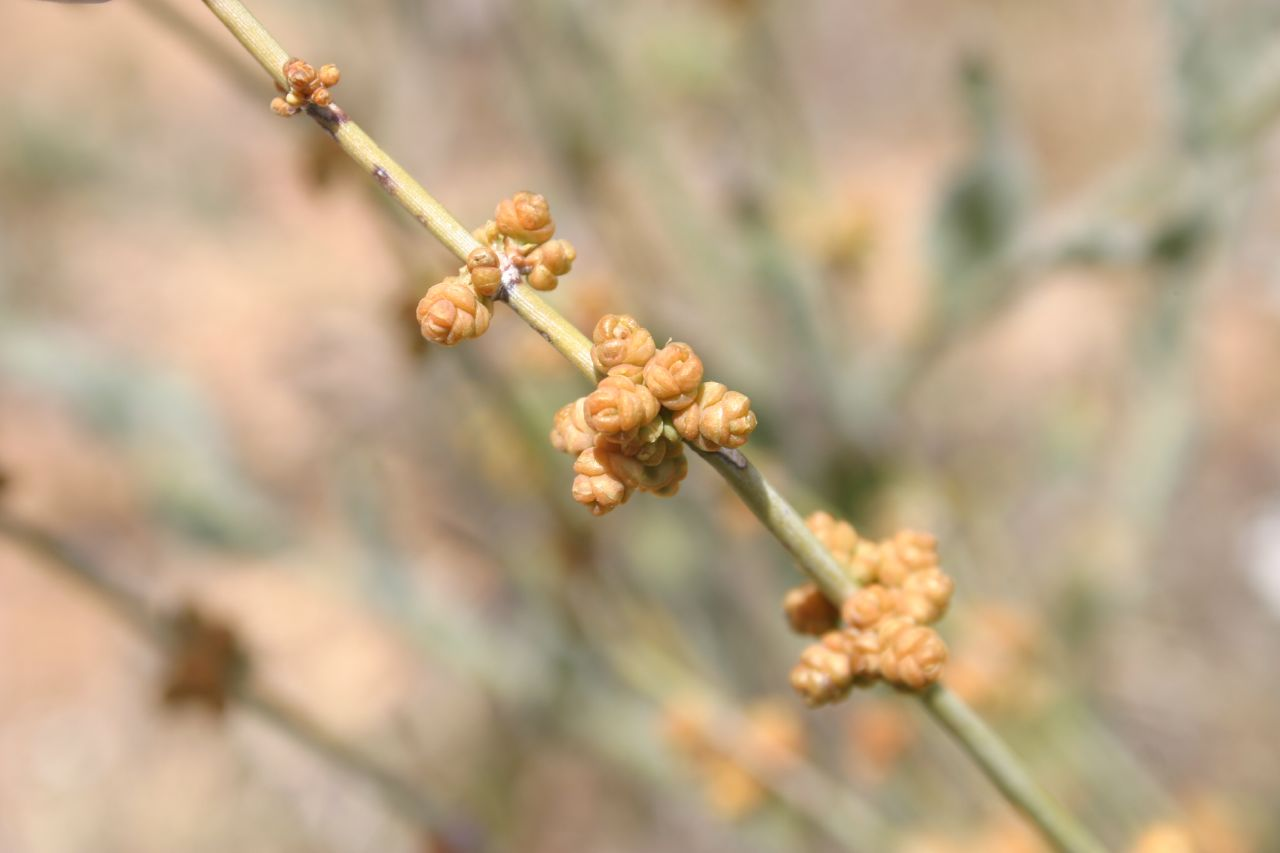
Ephedra nevadensis in Kalifornien

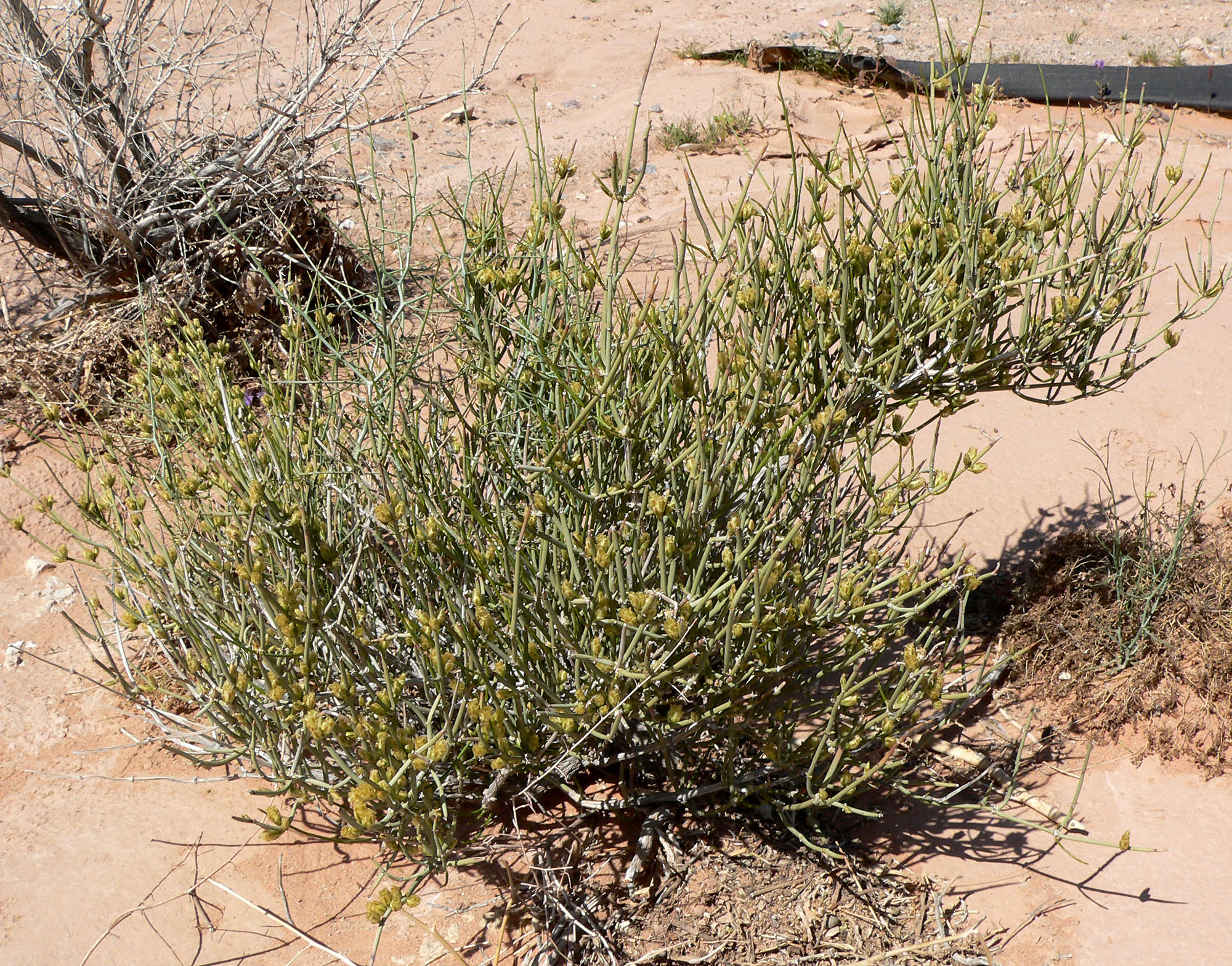
Ephedra torreyana im Habitat in Nevada

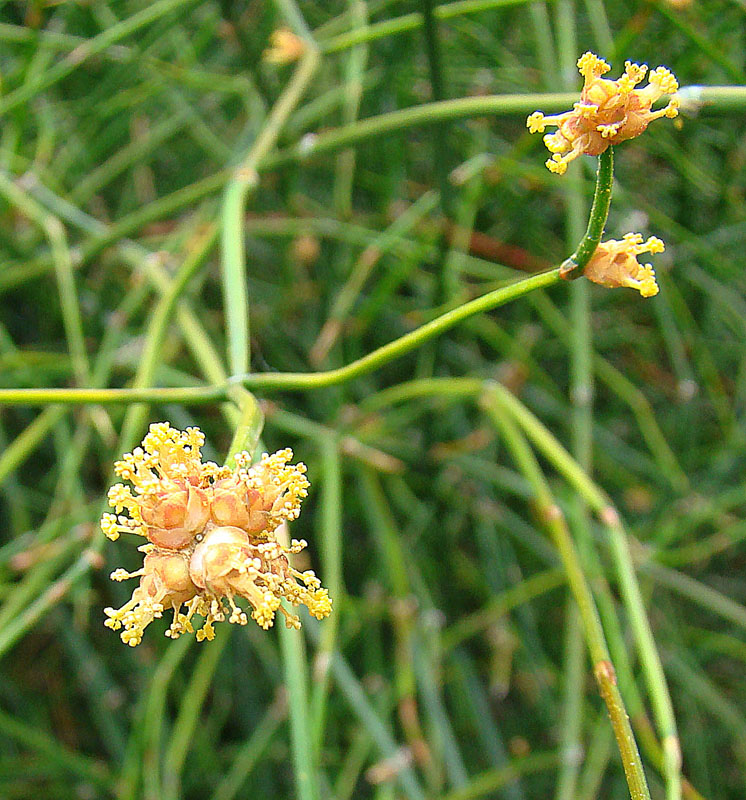
Ephedra tweedieana

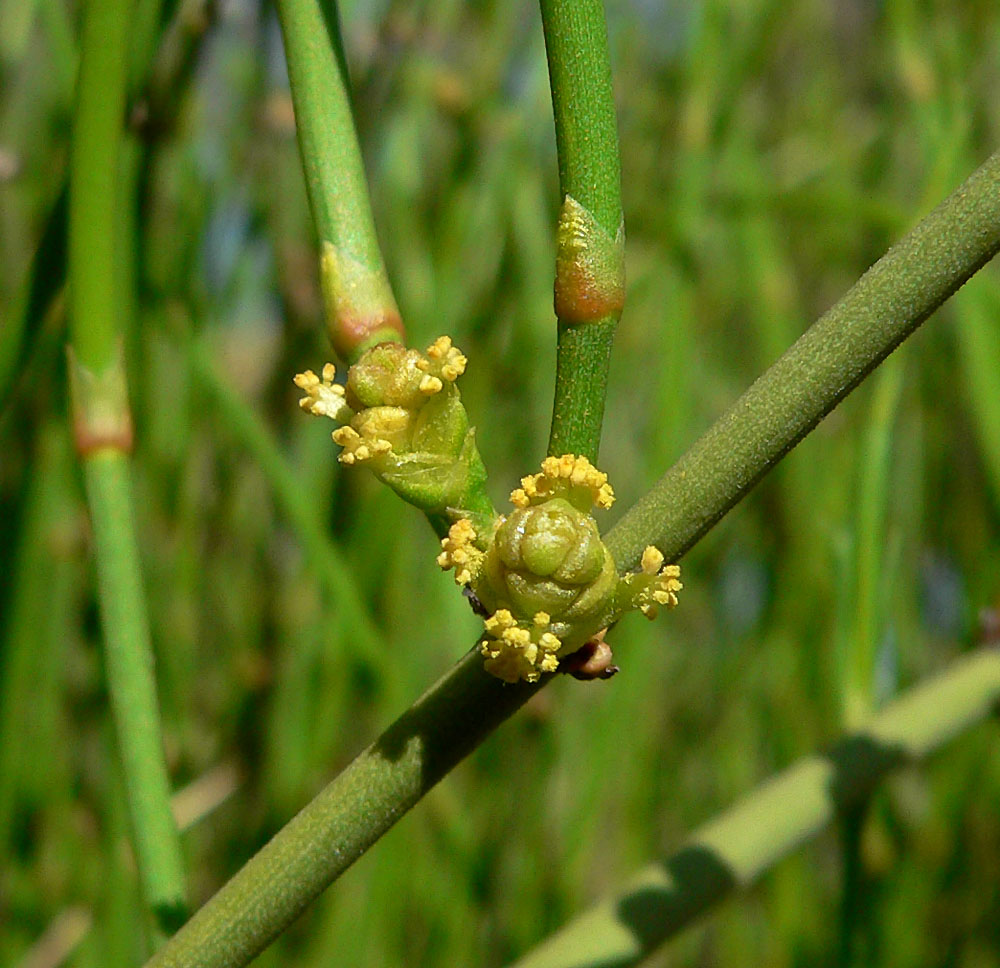
Männliche Zapfen von Ephedra viridis

## Systematik und Verbreitung
Die Gattung Ephedra wurde durch Carl von Linné aufgestellt. Der wissenschaftliche Name Ephedra ist geprägt worden von dem antiken griechischen Autor Dioskurides. Hierbei ist jedoch nicht klar, ob dieser tatsächlich Ephedra oder nicht doch einen Schachtelhalm meinte. Ephedra wird, weil auf den ersten Blick ähnlich, häufig mit Schachtelhalmen oder auch mit Ginsterarten verwechselt. Ein Synonym für Ephedra L. ist Chaetocladus J.Nelson
Die Gattung Meerträubel (Ephedra) besitzt ein disjunktes Areal: Man findet sie in der Alten Welt vom Amurgebiet über Arabien bis nach Portugal, aber auch in Nordafrika, im östlichen Afrika und auf den Kanaren; in der Neuen Welt in Teilen der USA, Mexikos und Südamerikas. Sie gedeihen meist in Trockengebieten, auf Sand oder Felsen, selten findet man sie in Graslandschaften.
Es gibt weltweit 35 bis 70 Ephedra-Arten. 21 Arten kommen in Eurasien vor, davon 14 in China. Zwölf Arten sind in den USA beheimatet, davon kommen fünf auch in Mexiko vor; nur eine dieser fünf Arten wächst auch in Argentinien und Chile.
Es gibt etwa 70 Ephedra-Arten:
- Ephedra alata Decne.:[8] Es gibt drei Unterarten:[7]
  - Ephedra alata Decne. subsp. alata (Syn.: Ephedra altissima Bové nom. illeg. non Desf.): Sie kommt von der Sahara bis Arabischen Halbinsel vor.[7]
  - Ephedra alata subsp. alenda (Stapf) Trab. (Syn.: Ephedra alata var. alenda Stapf, Ephedra alenda (Stapf) Andr.): Sie kommt von Nordafrika bis Mauretanien vor.[7]
  - Ephedra alata subsp. monjauzeana Dubuis & Faurel: Sie kommt nur in Algerien vor.[7]
- Hohes Meerträubel[9] (Ephedra altissima Desf.): Es gibt zwei Varietäten:[7][8]
  - Ephedra altissima Desf. var. altissima: Sie kommt auf Teneriffa und in Nordafrika bis zur Sahara und Mauretanien vor.[7]
  - Ephedra altissima var. tibestica Maire: Dieser Endemit kommt im Tschad nur im Tibesti vor.[7]
- Anden-Meerträubel[9] (Ephedra americana Humb. & Bonpl. ex Willd.)[8]: Es kommt von Ecuador bis zum nordwestlichen Argentinien vor.[7]
- Ephedra antisyphilitica Berland. ex C.A.Mey.: Sie besitzt ein disjunktes Areal zum einen in den US-Bundesstaaten Oklahoma sowie Texas und zum anderen in den mexikanischen Bundesstaaten Nuevo León sowie San Luis Potosí.[10]
- Ephedra aphylla Forssk.[8]: Sie kommt vom östlichen Mittelmeerraum bis zur Arabischen Halbinsel vor.[7]
- Ephedra ×arenicola H.C.Cutler = Ephedra cutleri × Ephedra torreyana: Dieser Endemit kommt nur in Arizona vor.[7]
- Ephedra aspera Engelm. ex S.Watson: Sie ist in den US-Bundesstaaten Arizona, Kalifornien, New Mexico sowie Texas und im nördlichen Mexiko verbreitet.[10]
- Ephedra aurantiaca Takht. & Pachom.: Sie kommt von Transkaukasien bis Zentralasien vor.[7]
- Ephedra boelckei F.A.Roig: Dieser Endemit kommt nur im nordwestlichen Argentinien.[7]
- Ephedra botschantzevii Pachom.: Sie kommt vom südlichen Sibirien bis Zentralasien vor.[7]
- Ephedra breana Phil.: Sie kommt vom südöstlichen Peru bis zu nordwestlichen Argentinien vor.[7]
- Ephedra brevifoliata Ghahr.: Sie kommt nur im Iran vor.[7]
- Ephedra californica S.Watson: Sie kommt in Kalifornien und im mexikanischen Baja California vor.[10]
- Ephedra chilensis C.Presl: Sie kommt von Chile bis zum westlichen Argentinien vor.[7]
- Ephedra compacta Rose: Ihre Heimat ist Mexiko.[7]
- Ephedra coryi E.L.Reed: Sie gedeiht in sandigen, semiariden Gebieten in Höhenlagen von 500 bis 2300 Metern in den US-Bundesstaaten New Mexico sowie Texas.[10]
- Ephedra cutleri Peebles: Sie gedeiht in Höhenlagen von 1400 bis 2300 Metern in den US-Bundesstaaten Arizona, Colorado, New Mexico sowie Utah.[10]
- Ephedra dahurica Turcz.: Sie kommt vom südlichen Sibirien bis zur Mongolei vor.[7]
- Ephedra dawuensis Y.Yang: Sie wurde 2005 aus Sichuan erstbeschrieben.[11]
- Ephedra distachya L.: Es gibt zwei Unterarten:[7][11]
  - Gewöhnliches Meerträubel (Ephedra distachya L. subsp. distachya, Syn.: Ephedra monostachya L., Ephedra polygonoides Pall. nom. illeg., Ephedra vulgaris Rich. nom. illeg., Ephedra minor Host, Ephedra botryoides Fisch., Ephedra media C.A.Mey., Ephedra subtristachya C.A.Mey., Ephedra arborea Lag. ex Bertol., Ephedra clusii Dufour, Ephedra macrocephala Bertol., Ephedra maritima St.-Lag., Ephedra dubia Regel, Ephedra podostylax Boiss., Ephedra linnaei Stapf ex Koehne): Sie ist von Kasachstan über West- und Zentralasien bis Xinjiang verbreitet.[11]
  - Schweizer Meerträubel (Ephedra distachya subsp. helvetica (C.A.Mey.) Asch. & Graebn., Syn.: Ephedra helvetica C.A.Mey., Ephedra vulgaris subsp. helvetica (C.A.Mey.) Nyman, Ephedra rigida St.-Lag., Ephedra negrii Nouviant): Sie gedeiht in den Alpen nur in der Schweiz und in Italien.[7]
- Ephedra ×eleutherolepis V.A.Nikitin = Ephedra intermedia × Ephedra strobilacea: Sie kommt nur in Tadschikistan vor.[7]
- Mongolisches Meerträubel[9] (Ephedra equisetina Bunge, Syn.: Ephedra nebrodensis subsp. equisetina (Bunge) Breistr. ex Greuter & Burdet, Ephedra shennungiana Tang, Ephedra equisetina var. monoica Y.Yang): Es ist von Kasachstan, Kirgisistan, Tadschikistan, Turkmenistan, Usbekistan, Russland, Afghanistan und der Mongolei bis China verbreitet.[11]
- Ephedra fasciculata A.Nelson: Sie gedeiht in Höhenlagen von 300 bis 1200 Metern in den US-Bundesstaaten Arizona, Kalifornien, Nevada sowie Utah.[10]
- Ephedra fedtschenkoae Paulsen: Sie ist von Kasachstan und Tadschikistan über die Mongolei bis Xinjiang verbreitet.[11]
- Ephedra foeminea Forssk.: Sie kommt von Südosteuropa bis zum nordöstlichen tropischen Afrika vor.[7]
- Ephedra foliata Boiss. ex C.A.Mey. (Syn.: Ephedra ciliata Aitch.): Sie kommt von Nordafrika bis Indien vor.[7]
- Ephedra fragilis Desf.: Es gibt zwei Unterarten:[7]
  - Ephedra fragilis subsp. cossonii (Stapf) Maire: Sie kommt im nordwestlichen Afrika vor.[7]
  - Ephedra fragilis Desf. subsp. fragilis: Sie kommt in Makaronesien und im westlichen bis zentralen Mittelmeerraum vor.
- Ephedra frustillata Miers[8]: Sie kommt in Chile und im südlichen Argentinien vor.[7]
- Ephedra funerea Coville & C.V.Morton: Sie gedeiht in Höhenlagen von 500 bis 1500 Metern in den US-Bundesstaaten Kalifornien sowie Nevada.[10]
- Kriechendes Meerträubel (Ephedra gerardiana Wall. ex Stapf): Es gibt zwei Unterarten:
  - Ephedra gerardiana Wall. ex Stapf var. gerardiana: Sie ist von Tadschikistan, Afghanistan über Pakistan, das nördliche Indien, Nepal, Sikkim, bis Tibet, Qinghai sowie Xinjiang verbreitet.[11]
  - Ephedra gerardiana var. sikkimensis Stapf (Syn.: Ephedra saxatilis var. sikkimensis (Stapf) Florin, Ephedra gerardiana var. saxatilis Stapf, Ephedra saxatilis (Stapf) Royle ex Florin, Ephedra gerardiana var. congesta C.Y.Cheng): Sie ist von Bhutan, Nepal und Sikkim bis ins südliche Tibet sowie ins nördliche Yunnan verbreitet.[11]
- Ephedra glauca Regel: Sie kommt vom Iran bis zur Mongolei vor.[7]
- Ephedra holoptera Riedl: Sie kommt nur im Iran vor.[7]
- Ephedra intermedia Schrenk & C.A.Mey.: Sie ist von Südwestasien, Kasachstan, Kirgisistan, Tadschikistan, Turkmenistan, Usbekistan, südwestlichen Sibirien, Afghanistan, Pakistan, in der Mongolei, in der Inneren Mongolei, in Tibet und in den chinesischen Provinzen Gansu, Hebei, Liaoning, Ningxia, Qinghai, Shaanxi, Shandong, Shanxi sowie Xinjiang verbreitet.[11]
- Ephedra ×intermixta H.C.Cutler = Ephedra trifurca × Ephedra torreyana: Sie kommt nur in New Mexico vor.[7]
- Ephedra kardangensis P.Sharma & P.L.Uniyal: Sie wurde 2010 erstbeschrieben. Die Heimat ist der westliche Himalaja.[7]
- Ephedra khurikensis P.Sharma & P.L.Uniyal: Sie wurde 2010 erstbeschrieben und kommt nur in der westlichen Himalajaregion vor.[7][12]
- Ephedra laristanica Assadi: Sie kommt nur im Iran vor.[7]
- Ephedra likiangensis Florin: Sie gedeiht im Gebirge in Höhenlagen von 2300 bis 4200 Metern in den chinesischen Provinzen westliches Guizhou, westliches Sichuan, nordwestliches Yunnan sowie im östlichen Tibet.[11]
- Ephedra lomatolepis Schrenk: Sie ist in Kasachstan, der südwestlichen Mongolei sowie in Xinjiang verbreitet.[11]
- Nebroden-Meerträubel (Ephedra major Host, Syn.: Ephedra nebrodensis Tineo, Ephedra graeca C.A.Mey., Ephedra equisetiformis Webb & Berthel., Ephedra vulgaris Willk., Ephedra villarsii Gren. & Godr., Ephedra scoparia Lange, Ephedra atlantica Andr., Ephedra major var. nebrodensis (Tineo) Hayek, Ephedra major var. suggarica Maire, Ephedra major subsp. villarsii (Gren. & Godr.) P.Fourn., Ephedra major var. atlantica (Andr.) Maire, Ephedra nebrodensis var. scoparia (Lange) Nyman, Ephedra nebrodensis subsp. suggarica (Maire) Breistr. ex Greuter & Burdet): Sie kommt von den Kanaren über den Mittelmeerraum bis nach Mauretanien vor.[7]
- Ephedra milleri Freitag & Maier-St.: Sie kommt nur in Oman und im Jemen vor.[7]
- Ephedra minuta Florin: Sie gedeiht im Hochgebirge in Höhenlagen von 2000 bis 4800 Metern in den chinesischen Provinzen Qinghai sowie Sichuan.[11]
- Ephedra monosperma J.G.Gmel. ex C.A.Mey.: Sie ist von Kasachstan, Sibirien, der Mongolei, Pakistan bis China verbreitet.[11]
- Ephedra multiflora Phil. ex Stapf: Sie kommt in Chile und Argentinien vor.[7]
- Ephedra nevadensis S.Watson: Sie gedeiht in Höhenlagen von 700 bis 1900 Metern in den US-Bundesstaaten Arizona, Kalifornien, Nevada, Oregon sowie Utah.[10]
- Ephedra ochreata Miers: Sie kommt in Argentinien vor.[7]
- Ephedra oxyphylla Riedl: Sie kommt nur im östlichen Afghanistan vor.[7]
- Ephedra pachyclada Boiss.[8]: Es gibt seit 1992 zwei Unterarten:[7]
  - Ephedra pachyclada Boiss. subsp. pachyclada: Sie kommt von der Arabischen Halbinsel über den südlichen Iran bis Pakistan vor.[7]
  - Ephedra pachyclada subsp. sinaica (Riedl) Freitag & Maier-St. (Syn.: Ephedra sinaica): Sie kommt von der Sinaihalbinsel bis zur Arabischen Halbinsel vor.[7]
- Ephedra pangiensis Rita Singh & P.Sharma: Sie 2015 aus Himachal Pradesh erstbeschrieben.[7]
- Ephedra pedunculata Engelm. ex S.Watson: Sie ist von Texas bis ins nördliche Mexiko verbreitet.[10]
- Ephedra pentandra Pachom.: Sie kommt nur im Iran vor.[7]
- Ephedra przewalskii Stapf: Sie ist von Tadschikistan, Usbekistan, Kasachstan, Kirgisistan, Pakistan und der Mongolei bis China verbreitet.[11]
- Ephedra pseudodistachya Pachom.: Sie kommt von Sibirien bis zur Mongolei vor.[7]
- Ephedra regeliana Florin: Sie ist von Tadschikistan, Usbekistan, Kasachstan, Kirgisistan, Afghanistan, Pakistan und nördlichen Indien bis Xinjiang verbreitet.[11]
- Ephedra rhytidosperma Pachom.: Sie kommt in der Mongolei, in der Inneren Mongolei (nur im Helan Shan) und in den chinesischen Provinzen Gansu (nur im Baoji Shan) sowie Ningxia (nur im Helan Shan) vor.[11]
- Ephedra rituensis Y.Yang, D.Z.Fu & G.H.Zhu: Sie wurde 2003 erstbeschrieben und gedeiht in Höhenlagen von 3200 bis 4600 Metern in Tibet.[11]
- Ephedra rupestris Benth.: Sie kommt in Ecuador, Bolivien, Peru und im nordwestlichen Argentinien vor.[7]
- Ephedra sarcocarpa Aitch. & Hemsl.: Sie kommt im südlichen Afghanistan und im südwestlichen Pakistan vor.[7]
- Chinesisches Meerträubel[9] (Ephedra sinica Stapf): Es ist in der Mongolei, in der Inneren Mongolei und in den chinesischen Provinzen Gansu, Hebei, Heilongjiang, Jilin, Liaoning, Ningxia, Shaanxi sowie Shanxi verbreitet.[11]
- Ephedra somalensis Freitag & Maier-St.: Sie kommt nur in Eritrea und im nördlichen Somalia vor.[7]
- Ephedra strobilacea Bunge: Es gibt zwei Unterarten. Sie kommen von Zentralasien bis zum Iran vor.[7]
- Ephedra sumlingensis P.Sharma & P.L.Uniyal: Die Heimat ist der westliche und zentrale Himalaja.[7]
- Ephedra tilhoana Maire: Sie kommt nur im Tschad vor.[7]
- Ephedra torreyana S.Watson:[10] Es gibt zwei Varietäten. Sie kommen in den USA und im nordöstlichen Mexiko vor.[7]
- Ephedra transitoria Riedl: Das Verbreitungsgebiet reicht von Syrien bis zur Arabischen Halbinsel.[7]
- Ephedra triandra Tul.: Sie kommt in Bolivien und Argentinien vor.[7]
- Ephedra trifurca Torr. ex S.Watson: Sie ist in den US-Bundesstaaten Arizona, Colorado, Nevada, New Mexico, Texas sowie Utah und im mexikanischen Bundesstaat Chihuahua verbreitet.[10]
- Ephedra trifurcata Zöllner: Sie ist in den US-Bundesstaaten Arizona, Kalifornien, New Mexico sowie Texas und in den mexikanischen Bundesstaaten Baja California, Chihuahua, Coahuila sowie Sonora verbreitet.[10]
- Ephedra tweedieana C.A.Mey.: Sie kommt im südlichen Brasilien, in Uruguay und im nordöstlichen Argentinien vor.[7]
- Ephedra viridis Coville: Sie gedeiht in Höhenlagen von 800 bis 2500 Metern in den US-Bundesstaaten Arizona, Kalifornien, Colorado, Nevada, New Mexico, Oregon, Utah sowie Wyoming.[10]
- Ephedra vvedenskyi Pachom.: Das Verbreitungsgebiet reicht vom östlichen Transkaukasien bis zum südlichen Turkmenistan.[7]
- Ephedra yangthangensis P.Sharma & Rita Singh: Sie wurde 2016 erstbeschrieben und kommt im westlichen-zentralen Himalaja vor.[7]

## Inhaltsstoffe

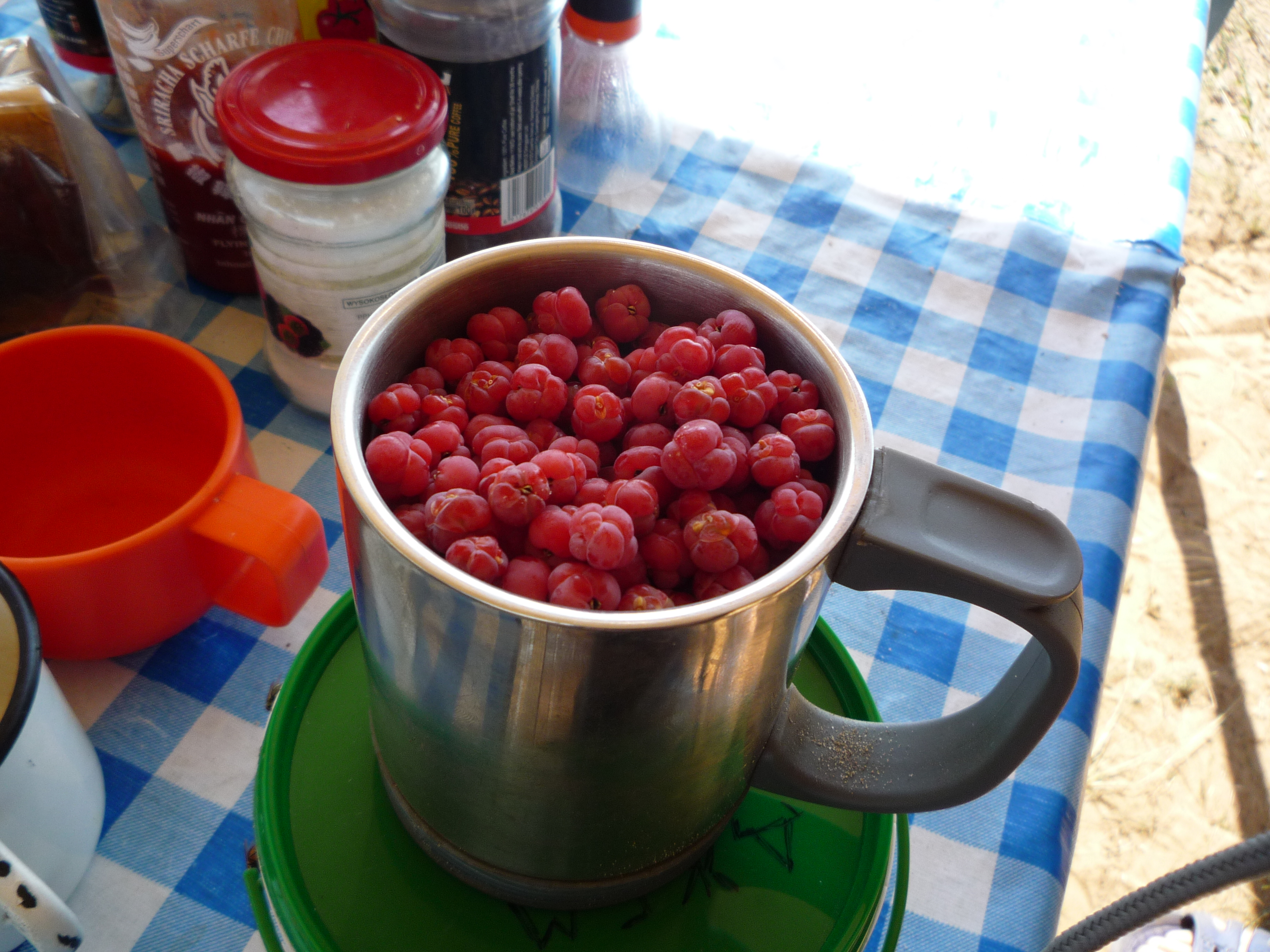
Genießbare weibliche Zapfen von Ephedra dahurica aus der Mongolei

Ephedra-Arten enthalten meist, aber nicht immer, herzkreislaufwirksame Alkaloide wie Ephedrin, Norephedrin, Pseudoephedrin, Norpseudoephedrin, Methylephedrin und Methylpseudoephedrin. Die chemische Struktur dieser Phenylethylamine ähnelt der des Adrenalins. Auf Grund ihrer stimulierenden Wirkung ist das Abhängigkeitspotenzial erhöht; Ephedrin unterliegt daher der Verschreibungspflicht. Der Wirkstoffgehalt ist von Pflanze zu Pflanze, aber auch schon von einer Jahreszeit zur anderen unterschiedlich. Es wurden Gehalte von 0,5 bis 49 mg Gesamtalkaloide pro 1 g diverser Ephedrazubereitung in verschiedenen Studien gefunden. Die beiden Hauptalkaloide Ephedrin und Pseudoephedrin machten dabei 70 bis 99 Prozent des Gesamtalkaloidgehaltes aus. Der Ephedringehalt lag zwischen 0 und 90 Prozent des Gesamtalkaloidgehaltes, der Pseudoephedringehalt zwischen 0,1 und 99 Prozent.
Bei folgenden Arten (Auswahl) wurden die Konzentrationen der Ephedra-Alkaloide untersucht, die Konzentrationen sind in mg pro 1 g Ephedrazubereitung angegeben:
| Ephedra-Art         | Ephedra-Alkaloide |
| ------------------- | ----------------- |
| Ephedra sinica      | 10–42 mg/g        |
| Ephedra equisetina  | 22–49 mg/g        |
| Ephedra intermedia  | 5–18 mg/g         |
| Ephedra distachya   | keine Angabe      |
| Ephedra regeliana   | 20–32 mg/g        |
| Ephedra major       | keine Angabe      |
| Ephedra monosperma  | 28 mg/g           |
| Ephedra lomatolepis | 13,6 mg/g         |

## Verwendung
Die Bezeichnungen der Droge sind beispielsweise Meerträubelkraut, Ephedrakraut, Ephedrae herba. Die Droge ist eine im Europäischen Arzneibuch monografierte pharmazeutische Droge mit einem Gesamtalkaloidgehalt von durchschnittlich 1 bis 2 %, der jedoch stark schwanken kann. Auszüge aus Ephedrakraut (Tee) sind bei Atemwegserkrankungen mit leichtem Bronchospasmus angezeigt, jedoch ist die broncholytische Wirksamkeit unsicher. Ephedrakraut kann man ohne Rezept nicht mehr in deutschen Apotheken erwerben, seit Ephedra-Arten und Zubereitungen daraus mit Wirkung zum 1. April 2006 in die Arzneimittelverschreibungsverordnung aufgenommen wurden und somit rezeptpflichtig wurden. Ephedra (Meerträubel) fällt ferner in die Kategorie 1 des Grundstoffüberwachungsgesetzes (GÜG), da das enthaltene Ephedrin als Ausgangsstoff für die illegale chemische Synthese von Methamphetamin (Meth) dient, einer Droge mit hohem Abhängigkeitspotential und toxischen Wirkungen. In Europa wurde Ephedrakraut erstmals 1557 im Kräuterbuch von Adam Lonitzer erwähnt.
„Mormonentee“ ist ein Aufguss aus den Sprossachsen von Ephedra nevadensis, der, mit einem Säuerungsmittel wie Zitronensaft aufgegossen, eine erhebliche Menge an Ephedrin aufweist. Der Name stammt von dem ehemaligen Gebrauch unter Mitgliedern der Kirche Jesu Christi der Heiligen der Letzten Tage (oft „Mormonen“ genannt), denen neben dem Alkohol auch der Genuss von Kaffee und Schwarztee verboten ist.
Als „Ma-Huang“ (麻黃) zählt Ephedrakraut in der traditionellen Chinesischen Medizin (TCM) zu den Mitteln der Wahl für die Behandlung von Lungen- oder Erkältungskrankheiten. Dazu wird es in der Regel mit weiteren Heilkräutern kombiniert und als Abkochung angewendet.
Seit 2013 kommt Ephedrin auch aus Afghanistan, wo Ephedra (lokal bandak oder oman) kostengünstig zunehmend auch neben Schlafmohn angebaut wird.